# Josef Melan

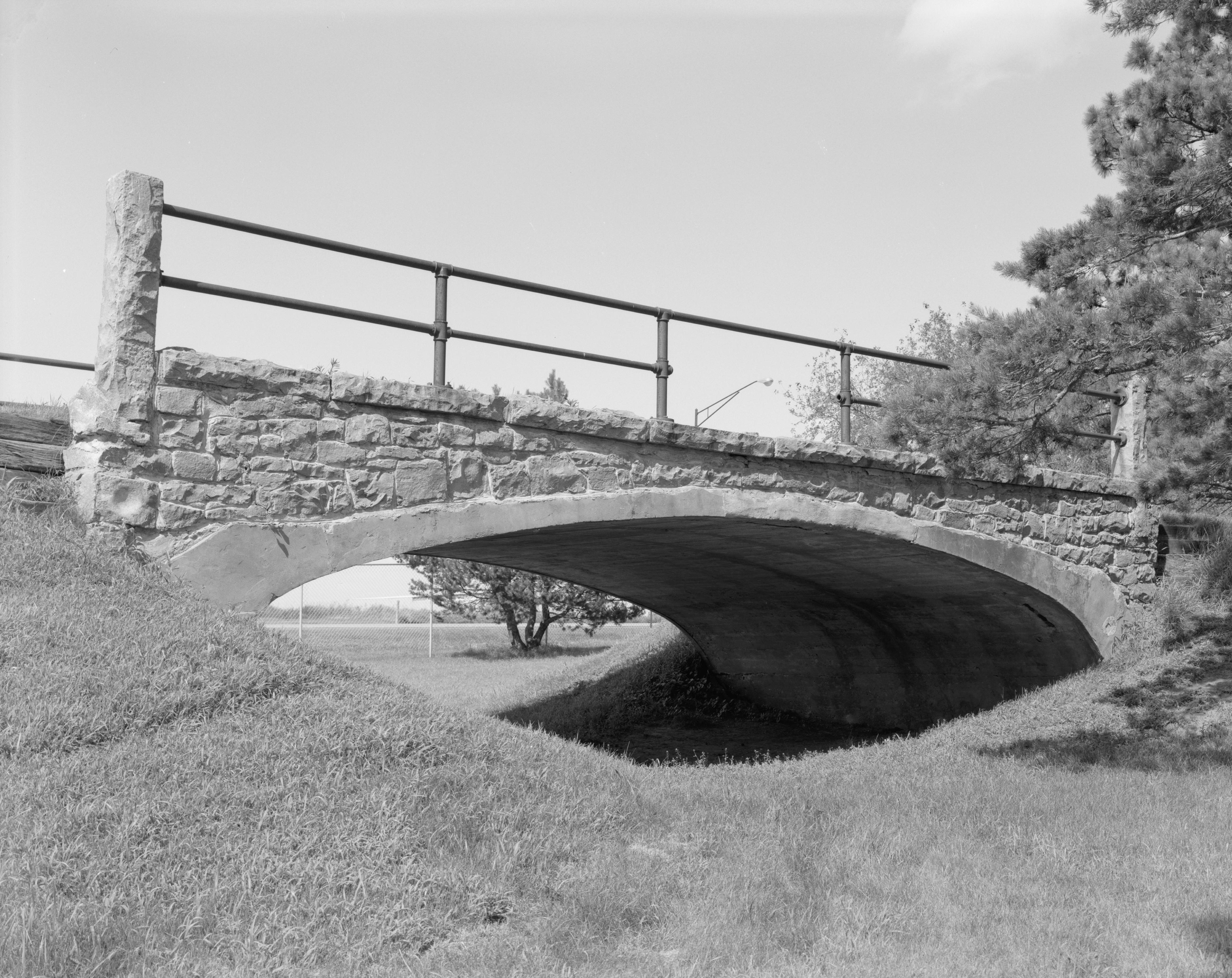
Uma ponte de Melan nos Estados Unidos

Josef Melan (18 de novembro de 1853 — 6 de fevereiro de 1941) foi um engenheiro austríaco.
É reconhecido como um dos mais importante pioneiros da construção de pontes em concreto armado do final do século XIX. Josef Melan é creditado como inventor do sistema de Melan, um método de construçao de pontes reforçadas.